# David Kiprotich Bett
David Kiprotich Bett (ur. 18 października 1992 w Narok) – kenijski lekkoatleta specjalizujący się w biegach długich.
W 2009 zajął drugie miejsce w biegu na 3000 m podczas mistrzostw świata juniorów młodszych. Mistrz świata juniorów z Moncton (2010) w biegu na 5000 metrów. Rekordy życiowe: bieg na 3000 m – 7:37,51 (22 sierpnia 2010, Berlin); bieg na 5000 m – 13:06,06 (19 sierpnia 2010, Rio de Janeiro).

## Osiągnięcia
| Rok  | Impreza                               | Miejsce    | Lokata     | Konkurencja    | Wynik    |
| ---- | ------------------------------------- | ---------- | ---------- | -------------- | -------- |
| 2009 | Mistrzostwa świata juniorów młodszych | Bressanone | 2. miejsce | bieg na 3000 m | 7:52,13  |
| 2010 | Mistrzostwa świata juniorów           | Moncton    | 1. miejsce | bieg na 5000 m | 13:23,76 |